# Wizon morski
Wizon morski (Neogale macrodon) – gatunek wymarłego drapieżnego ssaka z rodziny łasicowatych (Mustelidae). Gatunek ten występował u wschodnich wybrzeży Ameryki Północnej w Massachusetts i Maine w Stanach Zjednoczonych oraz Nowym Brunszwiku i Nowej Fundlandii w Kanadzie.
Ssak ten został opisany po raz pierwszy przez Prentisa w 1903 roku jako Lutreola macrodon. Przez dłuższy czas gatunek ten traktowany był jako podgatunek wizona amerykańskiego. W 2000 roku Mead i współpracownicy porównali N. macrodon z pięcioma podgatunkami N. vison, wykorzystując do badań czaszki, żuchwy, kość ramienną, promieniową, udową, piszczelową i inne elementy szkieletu, stwierdzając że N. macrodon była większa niż pokrewny gatunek. Również badania uzębienia wykazały odrębność tego gatunku.
Niewiele wiadomo na temat ekologii wizona morskiego. Według słów okolicznych mieszkańców gatunek ten miał bardziej czerwone futro, puszysty ogon i grubsze ciało niż wizon amerykański. W 1867 roku w Nowej Szkocji odnotowano okaz mierzący 82,6 cm długości. Zamieszkiwał skaliste wybrzeża i przybrzeżne wyspy. Najprawdopodobniej ssak ten wiódł nocny i samotniczy tryb życia, dużo czasu spędzając w morzu. Wizon morski żywił się ptakami, jajami ptaków, rybami oraz morskimi bezkręgowcami. W Czerwonej księdze gatunków zagrożonych Międzynarodowej Unii Ochrony Przyrody i Jej Zasobów został zaliczony do kategorii EX (wymarły). Najprawdopodobniej ssak ten wyginął około 1860 roku. Główną przyczyną wyginięcia mogły być polowania związane z handlem futrami.